# Arisarum vulgare
Capuchon de moine, Gouet à capuchon
Espèce
Classification phylogénétique
Répartition géographique
Statut de conservation UICN

 LC  : Préoccupation mineure
Arisarum vulgare, plus communément appelée capuchon de moine ou gouet à capuchon, est une espèce de plantes herbacées du genre Arisarum et de la famille des Araceae.
Le genre Arisarum comprend trois espèces d'origine méditerranéenne, mais seule Arisarum vulgare est présente en France (Provence-Alpes-Côte d'Azur et Corse). Elle est présente sur tout le pourtour méditerranéen (Europe et Afrique du Nord) ainsi qu'en Océanie (Nouvelle-Zélande et sud de l'Australie).

## Description

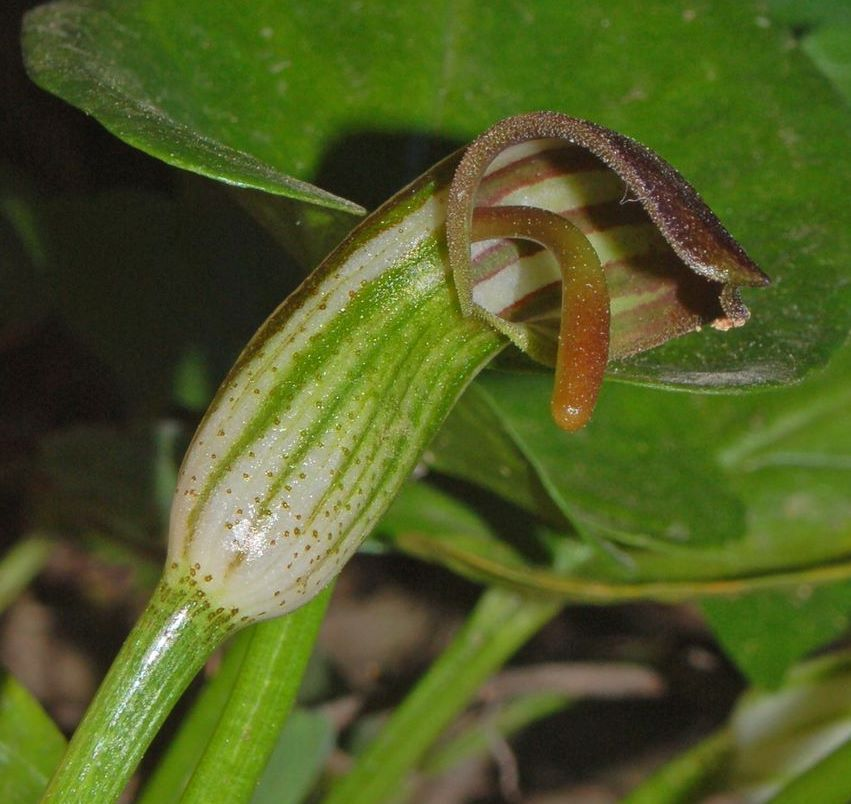
Vue rapprochée de l'inflorescence.

Arisarum vulgare est une plante glabre et rhizomateuse mesurant de 15 à 30 cm de hauteur. Ses feuilles, ovales, en forme de cœur, et portées par de longs pétioles, sont hautes de 10 à 16 cm et larges de 7 à 10 cm. Elles sont d'une couleur vert vif et parfois maculées de taches plus claires. Les fleurs émergent du feuillage de novembre à mars. L’inflorescence forme une spathe et un spadice. La spathe, tubulaire, est blanche, rayée de vert ou de pourpre. Elle se termine par un capuchon acuminé qui se rabat au dessus du tube. De la spathe, émerge un long spadice verdâtre et étroit, à massue terminale nue, et recourbé vers l’avant. Les fleurs, monoïques, sont regroupées autour de la base du spadice. Les fleurs femelles sont matures avant les mâles afin d'éviter l'autopollinisation. Le spadice attire les insectes pollinisateurs par duperie, grâce à son odeur. Les insectes circulent ainsi de spadice en spadice, emportant avec eux du pollen. Les fruits sont regroupés en plusieurs petites cupules vertes contenant de deux à huit graines,,.

## Habitat
Arisarum vulgare vit dans les terres incultes, les garrigues rocheuses, les friches et les pelouses sèches, principalement dans des zones ombragées, et situées de 0 à 800 mètres au dessus du niveau de la mer.

## Usages alimentaires
Selon François Couplan (ethnobotaniste), les petits tubercules d’A. vulgare (de la taille d’une noisette, nutritifs et notamment riches en amidon) ont servi d’aliments lors des disettes en Afrique du Nord . Leur richesse en cristaux d’oxalate de calcium les rendant très irritants s’ils étaient mangés crus, ces tubercules doivent préalablement être rendus comestibles par une cuisson dans plusieurs eaux.

## Galerie

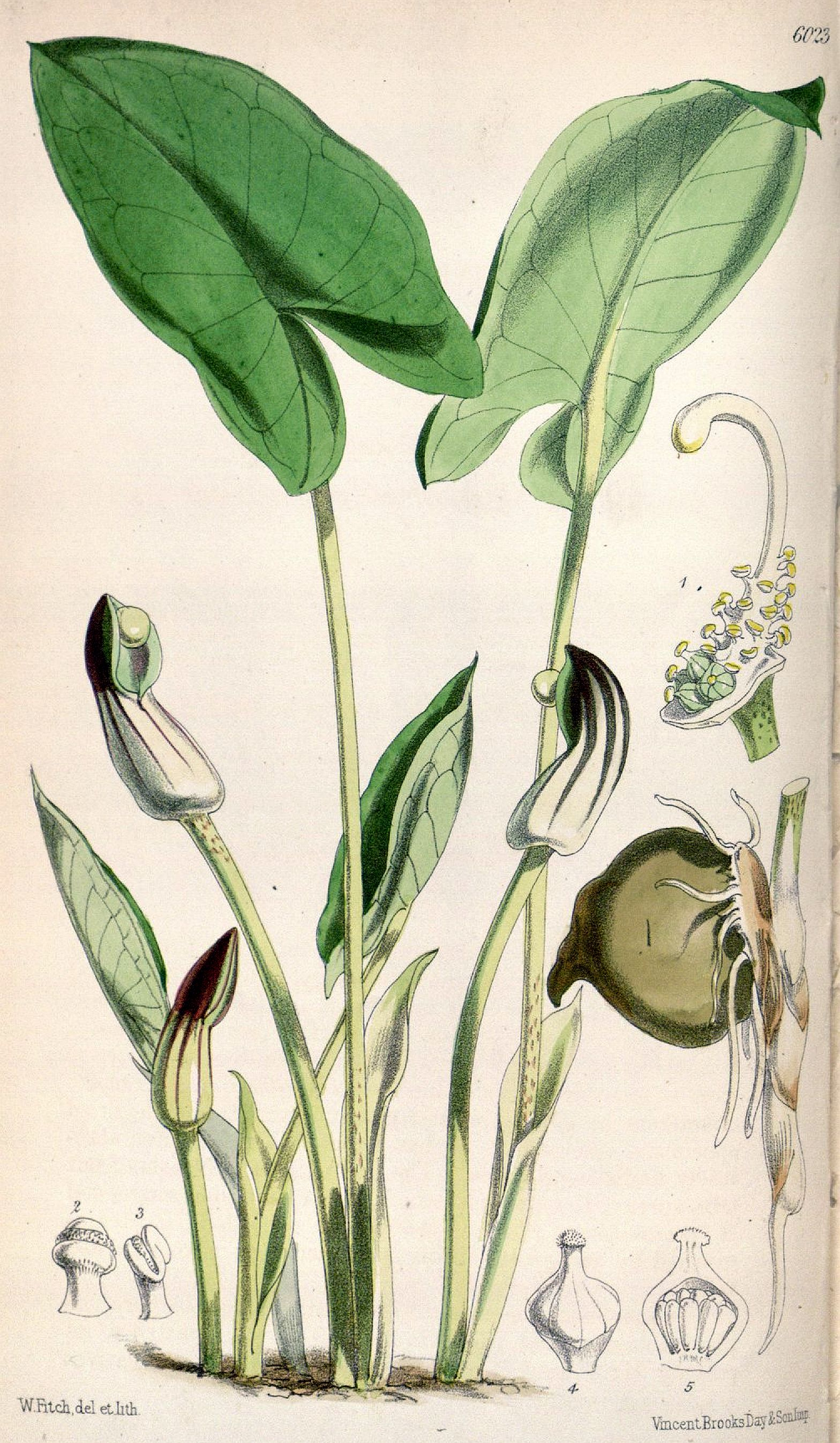
Illustration botanique d'Arisarum vulgare, Curtis's Botanical Magazine (1873).
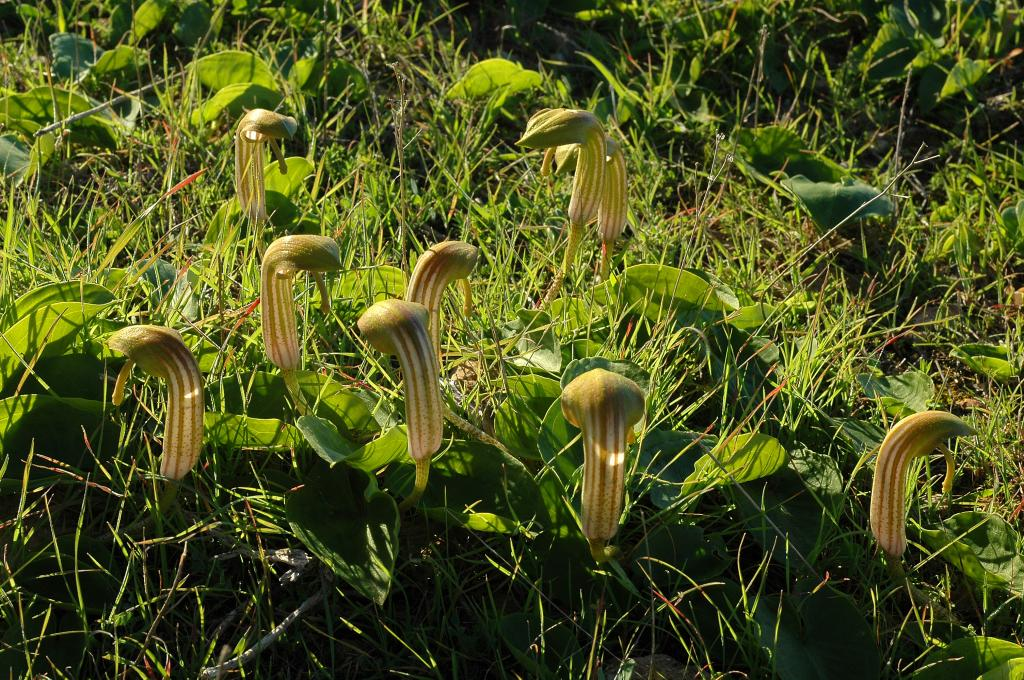
Champ d'Arisarum vulgare.
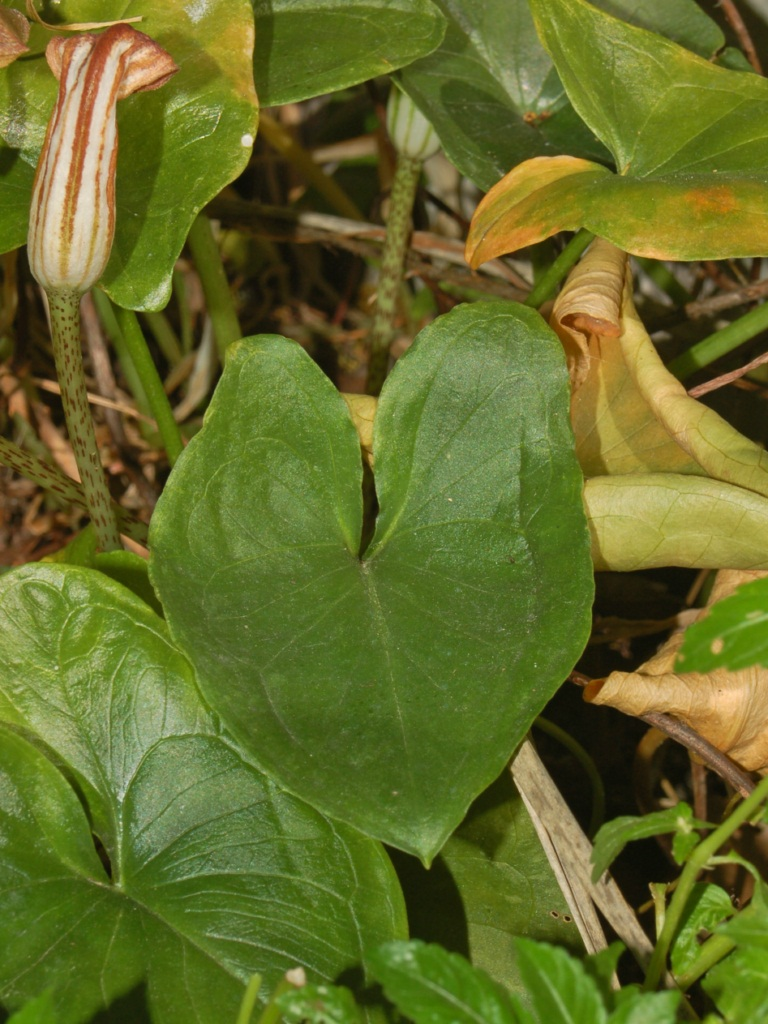
Feuille d'Arisarum vulgare.
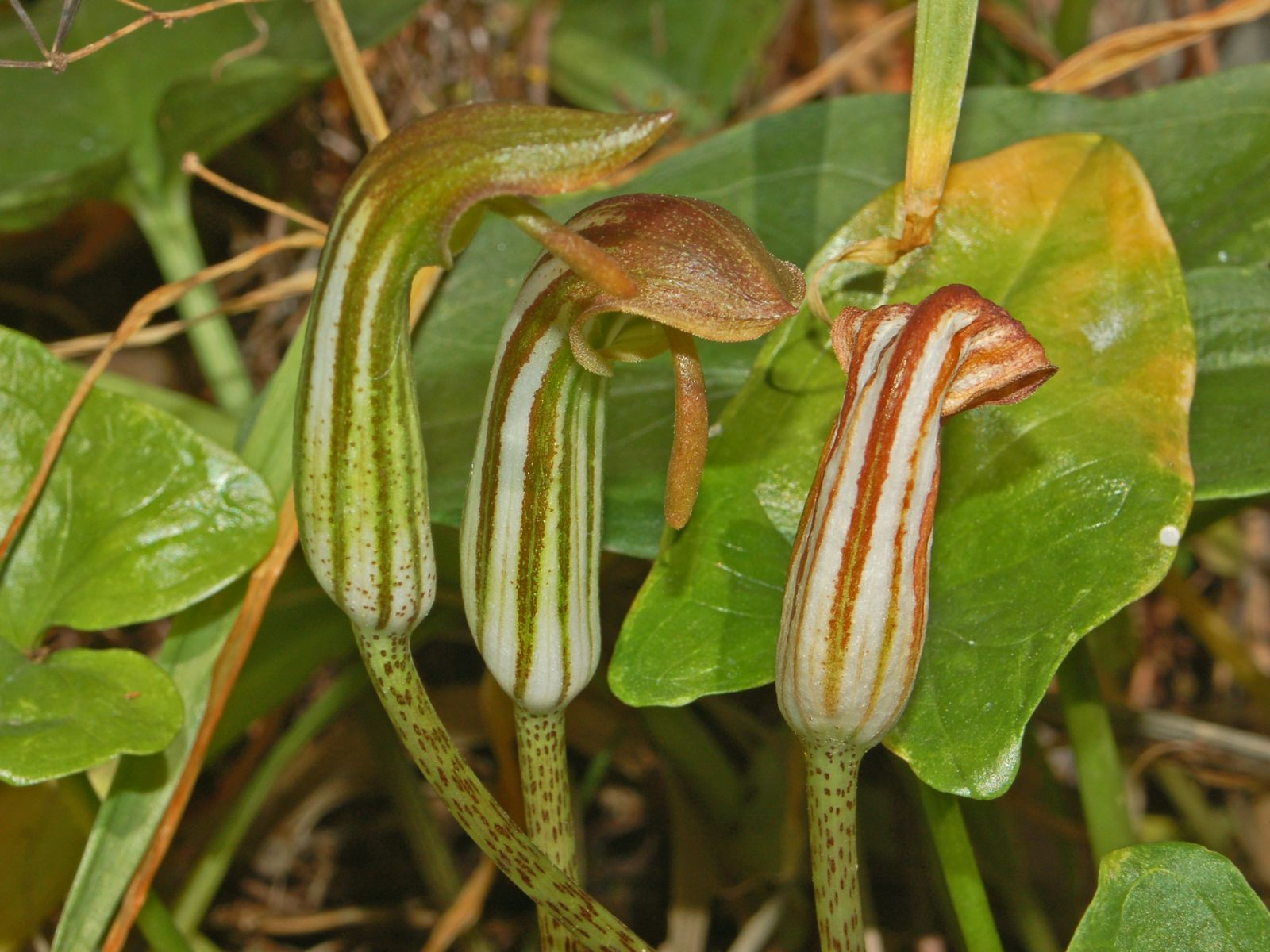
Inflorescence d'Arisarum vulgare.